# 维努斯特·尼扬加伯
维努斯特·尼扬加伯（Vénuste Niyongabo，1973年7月9日—），布隆迪退役田径运动员，主项是1500米赛跑，但是他主要的成就却是在5000米赛跑上获得的。在1996年夏季奥林匹克运动会上，尼扬加伯出乎意料地夺得了男子5000米金牌，这是布隆迪历史上唯一一枚奥运会金牌。在参加奥运会之前，尼扬加伯仅参加过两次5000米比赛。
尼扬加伯曾经是世界上顶尖的1500米选手之一，在1995年他获得了世界田径锦标赛1500米铜牌。但是在亚特兰大，尼扬加伯为了让队友Dieudonné Kwizera能够一偿参加奥运会的心愿，主动放弃了1500米的参赛资格。Kwizera在其顶峰时期，由于布隆迪没有奥委会而未能参加奥运会。
尼扬加伯的义举不但玉成了Kwizera的心愿，更为他自己带来了荣誉。在之后的运动生涯中，尼扬加伯再未有佳绩。

## 外部連結
- 维努斯特·尼扬加伯在的頁面
- "Burundi's First Olympics End With a Gold Medal" （页面存档备份，存于）, New York Times, August 4, 1996